# Bandera de la región del Biobío
La bandera de la Región del Biobío es, junto con al escudo y su logomarca, los símbolos de esta región, aunque solo estos dos últimos son oficiales. En algunos medios suele utilizarse como bandera regional el estandarte usado por el intendente y el Consejo regional, aunque su estatus no está definido.
La bandera consiste en un paño blanco con el escudo de la región en el centro.

## Banderas comunales
Algunas municipalidades de la Región del Biobío poseen banderas propias.

Concepción
Arauco
Chiguayante
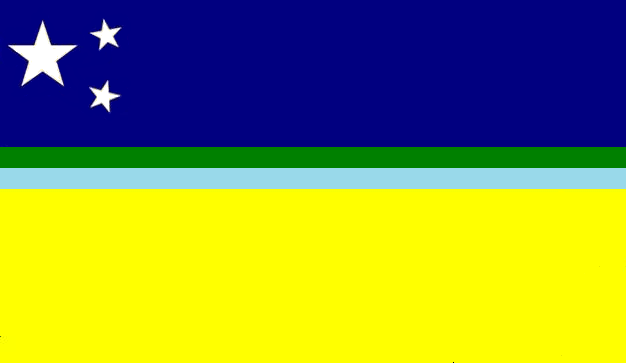
Dichato (pueblo de Tomé).
Florida
Hualqui
Los Ángeles
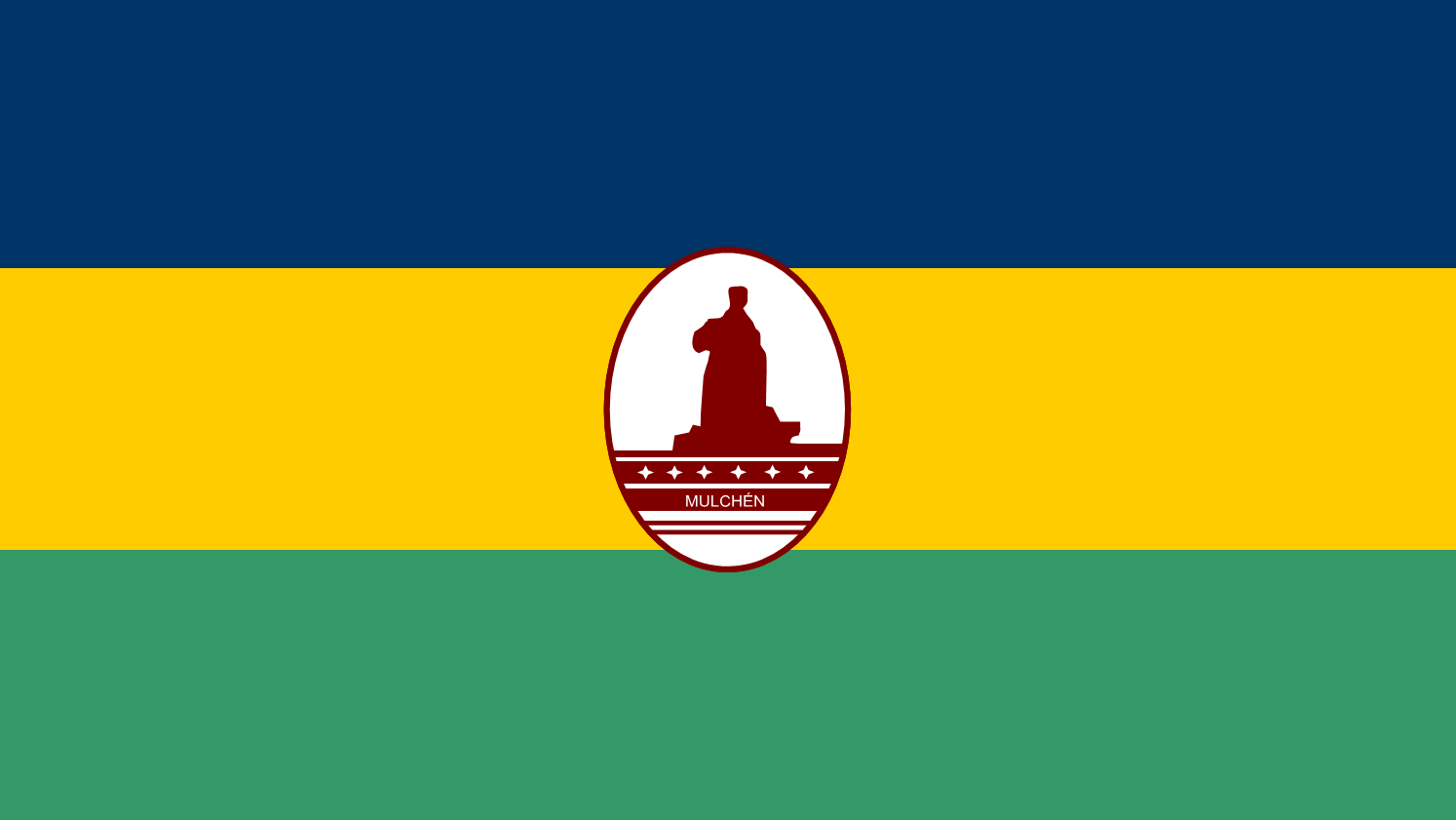
Mulchén
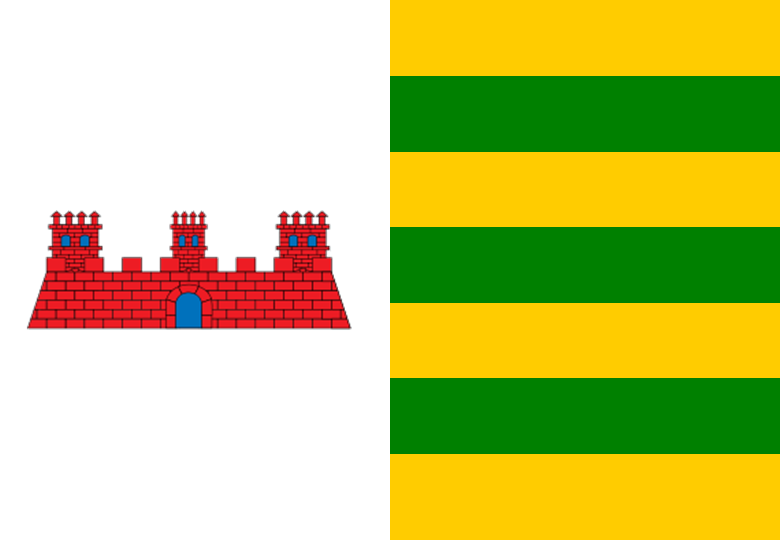
Nacimiento
Santa Juana
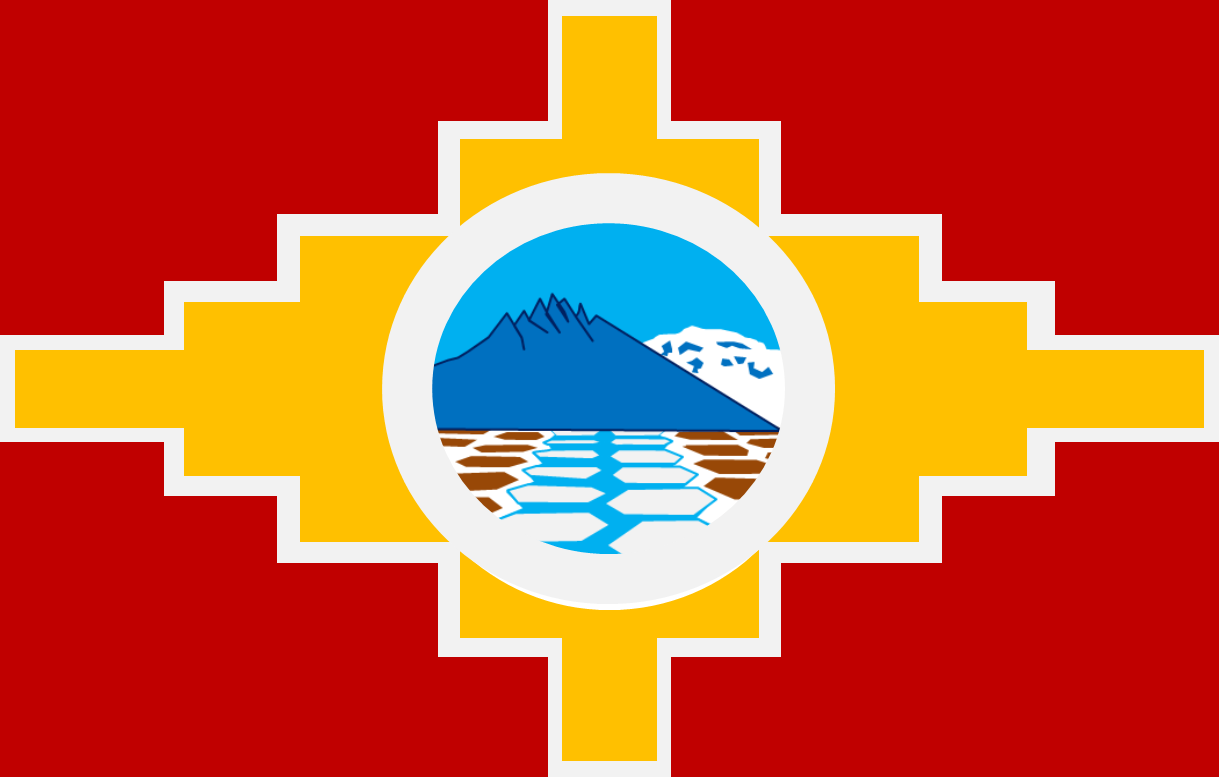
Santa Barbara